# Dzwono-Sierbowice
Dzwono-Sierbowice ist ein Dorf in der Stadt-und-Land-Gemeinde Pilica im Powiat Zawierciański. Das Dorf befindet sich in der Woiwodschaft Schlesien in Polen auf etwa 345 Metern über dem Meeresspiegel. 
Sierbowice liegt etwa 7 Kilometer nördlich von Pilica. Die nächsten Nachbarorte sind Szypowice einen Kilometer nordwestlich, Sierbowice, das einen Kilometer nördlich von Dzwono-Sierbowice liegt und Dzwonowice, das an Dzwono-Sierbowice grenzt. Die Forst- und Landwirtschaft sind die Haupteinnahmequellen des Dorfes.